# Сражение при Жигарде
Сражение при Жигарде (венг. Zsigárdi csata), произошедшее 16 июня 1849 года, было одним из сражений летней кампании Войны за независимость Венгрии. 16 июня 1849 года наступающий венгерский II корпус полковника Лайоша Ашбота занял Жигард, Кирайрев и Недьед, но после контратаки австрийских бригад генерал-майора Антона фон Герцингера вынужден был отступить на исходные позиции.

## План операции
После победы в бою при Чорне венгры продолжили наступление по правому берегу Дуная на запад. Отряд генерала Эрнё Пельтенберга вытеснил австрийские части из Эттевени, затем отряд VII корпуса захватил Кони. Этими успехами венгерское командование надеялось, что австрийцы будут вынуждены перебросить подкрепления с левого берега Дуная на правый, ослабив свою оборону в районе реки Ваг, тем самым увеличив шансы на успех венгерской наступательно операции, которую планировали Гёргей и его начальник штаба подполковник Йожеф Байер. План был довольно сложной и требовал очень тесного взаимодействия трех корпусов и отрядов венгерской армии, которые должны были действовать самостоятельно, вдали друг от друга. В то же время венгерская разведка не имела представления о численности и расположении вражеских частей, не учитывала, что между Вагом и Малым Дунаем (Дудваг) местность очень болотистая, и поэтому для перехода из одной деревни в другую можно было использовать только дамбы. Это делало задачу атакующей армии практически невыполнимой.
11 июня полковник Лайош Ашбот, командир II корпуса, предназначенный для нанесения главного удара, переправил одну дивизию через Малый Дунай и занял Ашодпусту, построив к вечеру 13 июня через него мост. Ближе к вечеру 15 июня Ашбот сосредоточил весь свой корпус в Ашодпусте и спланировал двустороннюю атаку. По данным венгерской разведки от 14 июня, австрийской бригаде не хватило той большой территории, которую ей предстояло защищать, и венгерская атака могла добиться успеха на этом направлении. Но австрийцы, наблюдавшие за движением венгров в этом направлении, начали усиливать свои войска.

## Первая фаза сражения

Ситуация в 11 часов.

16 июня в 6 часов 30 минут II корпус начал наступление: на правом фланге без сопротивления был занят Недьед, лежащий на Ваге, где приступили к строительству второго моста. На левом фланге венгры атаковали австрийцев, продвинулись и заняли штурмом около 11:00 Кирайрев. Основная венгерская колонна во главе с самим Ашботом около 10:30 подошла к Жигарду и выстроилась в боевой порядок напротив австрийской бригады генерал-майора Густава фон Потта, опиравшейся своим левым флангом на Жигард, укрепленный окопами.
Около 11:00 австрийская артиллерия пыталась воспрепятствовать выдвижению венгерской пехоты, но была подавлена более многочисленной артиллерией противника, которая также нанесла огромный урон австрийской пехоте. Воспользовавшись этим, Ашбот послал гусар и кавалерийскую батарею со своего левого крыла на окружение врага. Потт, когда его кавалерия оказалась не в состоянии этому помешать, приказал отступать. Жигард был взят штурмом при поддержке местных жителей. Потт отвел свою потрепанную бригаду к Переду. 
Ашбот удовлетворился успехом, остановил преследование отступающего врага и более двух часов простоял в Жигарде, посылая вперед только разведывательные патрули.

## Вторая фаза сражения

Ситуация в 16:00

Тем временем начали собираться австрийские подкрепления, которые затем двинулась в сторону Кирайрева и Жигарда и стали численно превосходить венгров. Генерал-майор Антон фон Герцингер, взявший на себя командование австрийскими войсками, развернул бригаду Потта на левом и бригаду Тейссинга на правом фланге и после короткого отдыха приказал атаковать в 14:00. 
В то время как на правом фланге венгры отразили атаки равночисленных войск противника, на левом фланге, у Кирайрева, они столкнулись с атакой превосходящих сил и, несмотря на высокий темп ведения артиллерийского огня, исчерпали весь свой боезапас и были вынуждены отступить с поле боя, атакуемые сосредоточенной вражеской кавалерией. Одновременно с прорывом кавалерии австрийские гренадерские батальоны при поддержке полевой батареи и ракетной полубатареи начали окружать венгерское левое крыло, что вынудило Ашбота около 15 часов отдать приказ начать отступление по всей линии, которое на правом крыле выполнялось в относительном порядке. Однако на левом фланге отступающие венгерские войска, ранее серьезно пострадавшие от атаки австрийской кавалерии, были окружены у берега Малого Дуная и серьёзно потрёпаны кавалерией противника.
Прибытие отряда Раковского со стороны Фаркаша, ударившего в левый фланг противника, помешало преследующим австрийцам полностью уничтожить венгров, зажатых между двумя водными потоками (Ваг и Дудваг). Ашбот собрал свои разбитые батальоны и отправил отряд в Недьед, чтобы помочь Раковскому защитить только что построенный мост через Ваг.
Демонстративные атаки других венгерских корпусов на других участках, чтобы отвлечь внимание австрийских войск от главного удара, предпринятого II корпусом, также закончились неудачей.
Потерпев поражение, венгерское командование не успокоилось и решило нанести новый удар в этом же месте, только силами двух корпусов, что в итоге привело к сражению при Переде.